# シャルロッテンブルク宮殿

シャルロッテンブルク宮殿

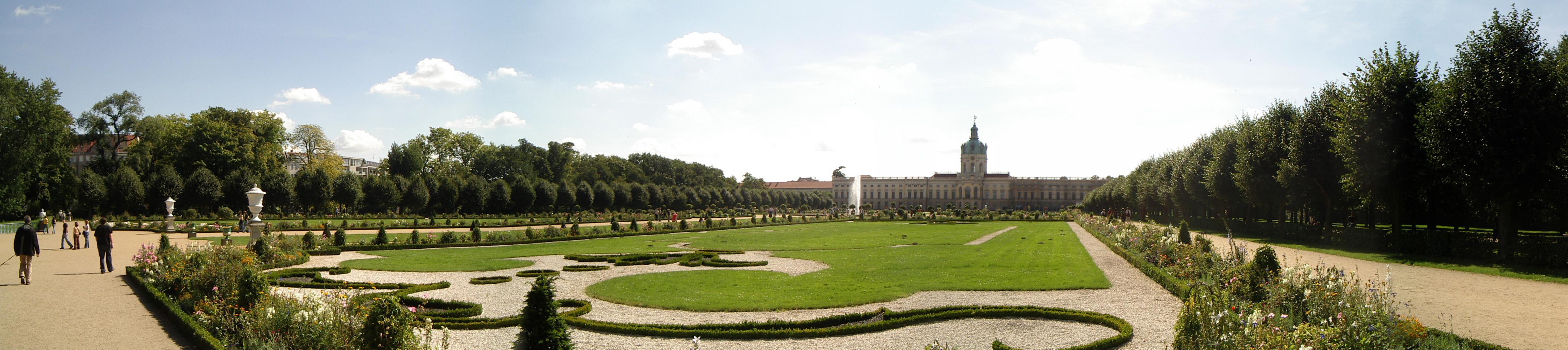
シャルロッテンブルク宮殿の庭園

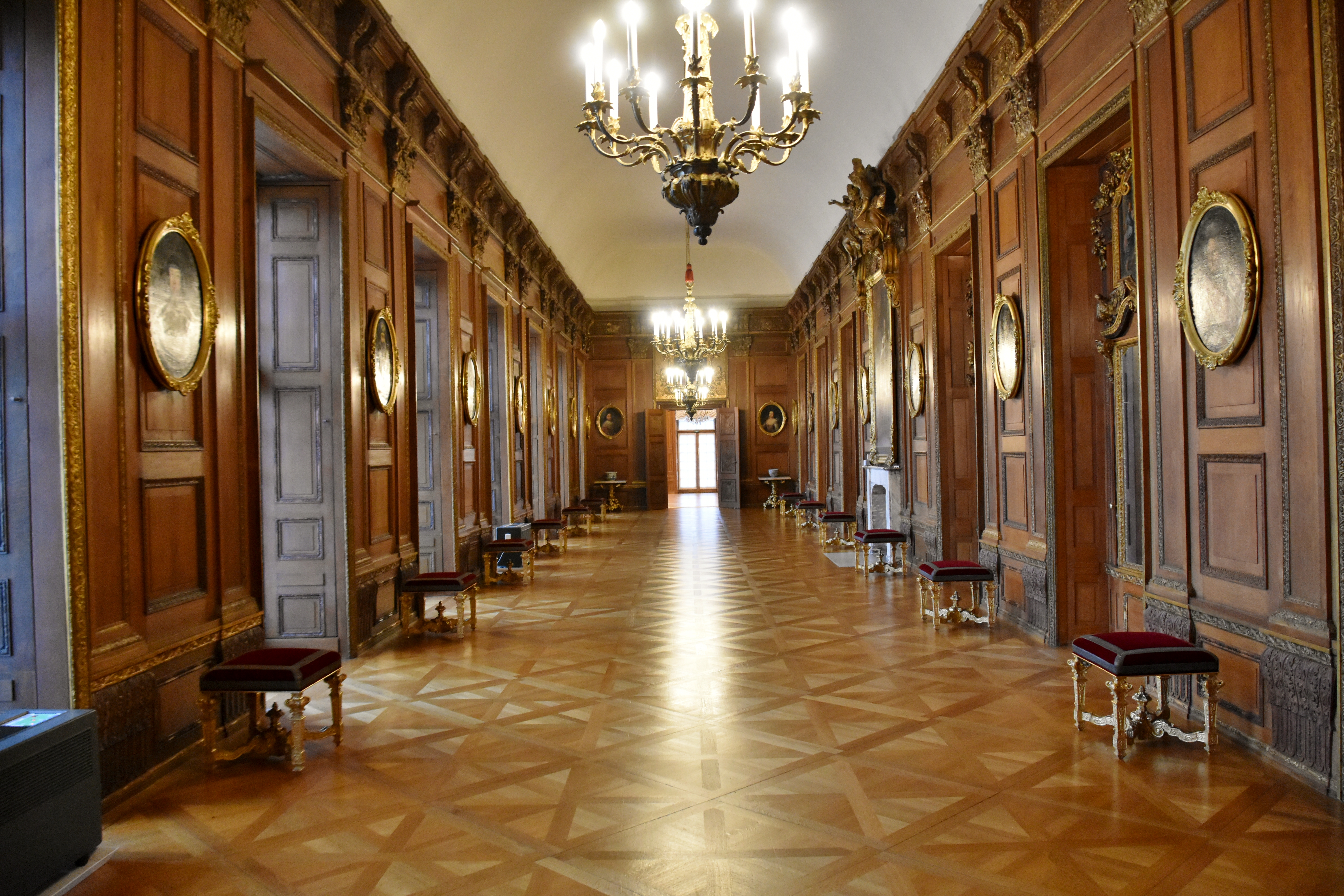

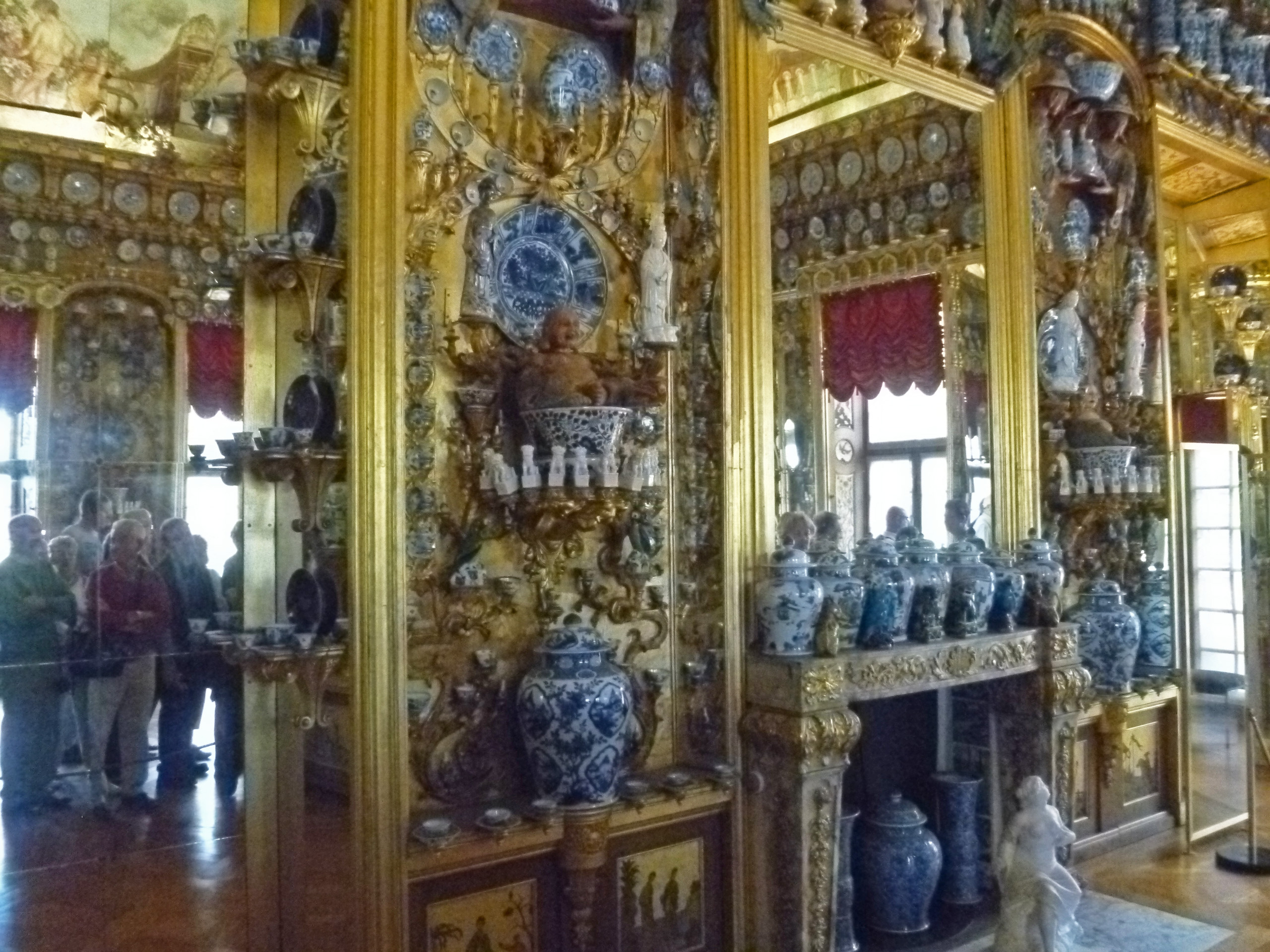
磁器の間

シャルロッテンブルク宮殿（シャルロッテンブルクきゅうでん、独：Schloss Charlottenburg）とは、ドイツのベルリン・シャルロッテンブルク＝ヴィルマースドルフ区にあるプロイセン王国の宮殿。ベルリンの代表的観光地のひとつ。
プロイセン王・フリードリヒ1世が1699年に妃ゾフィー・シャルロッテのために建設。最初は「リーツェンブルク宮殿」（Schloss Lietzenburg）および「夏の館」と呼ばれていたが、ゾフィー・シャルロッテの死後に彼女を偲んで改名された。大戦時1943年に空襲で被害を受けたが、現在は復元されている。